# Schwedenschanze (Stralsund)

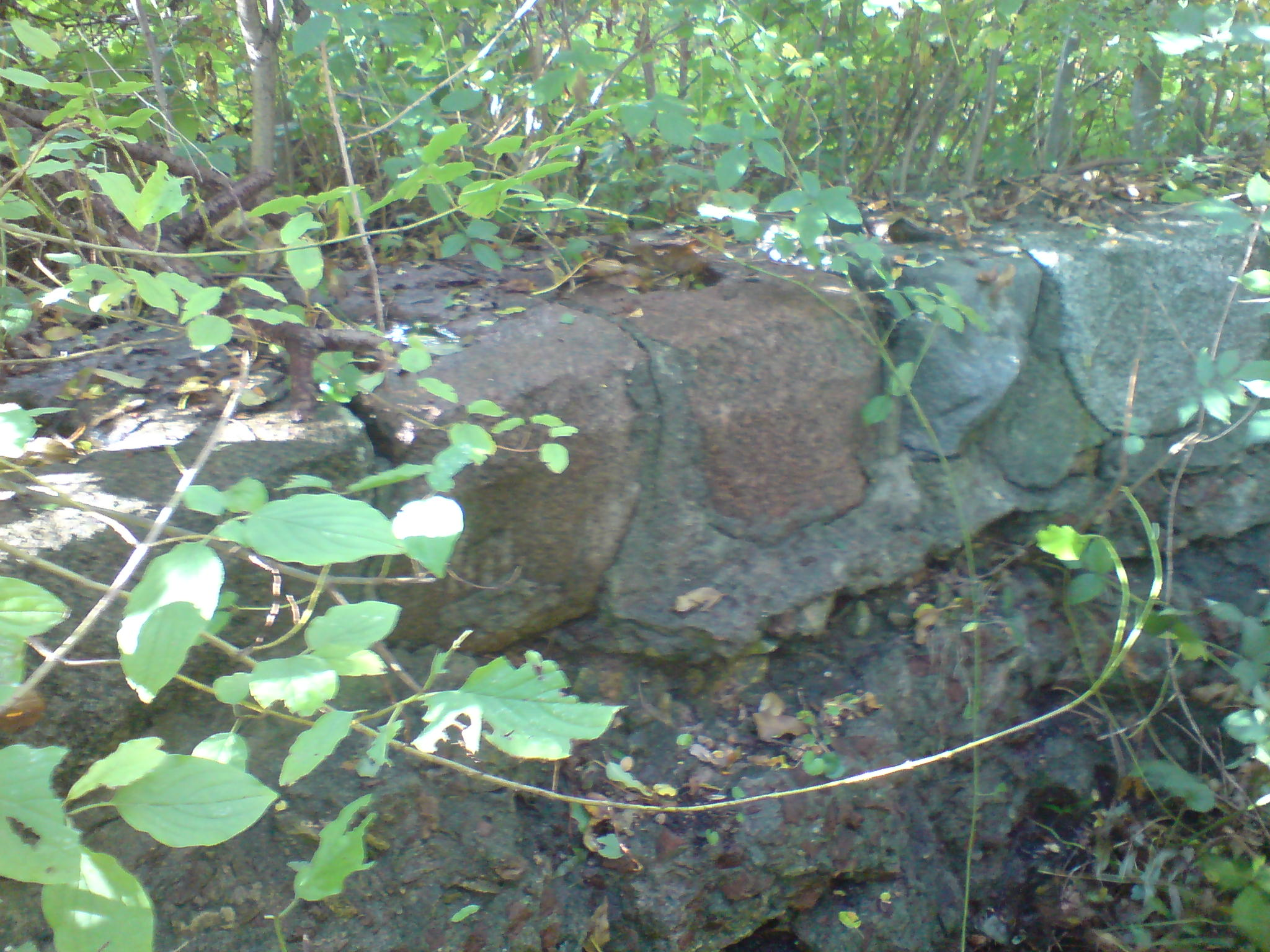
Teil einer Geschützstellung

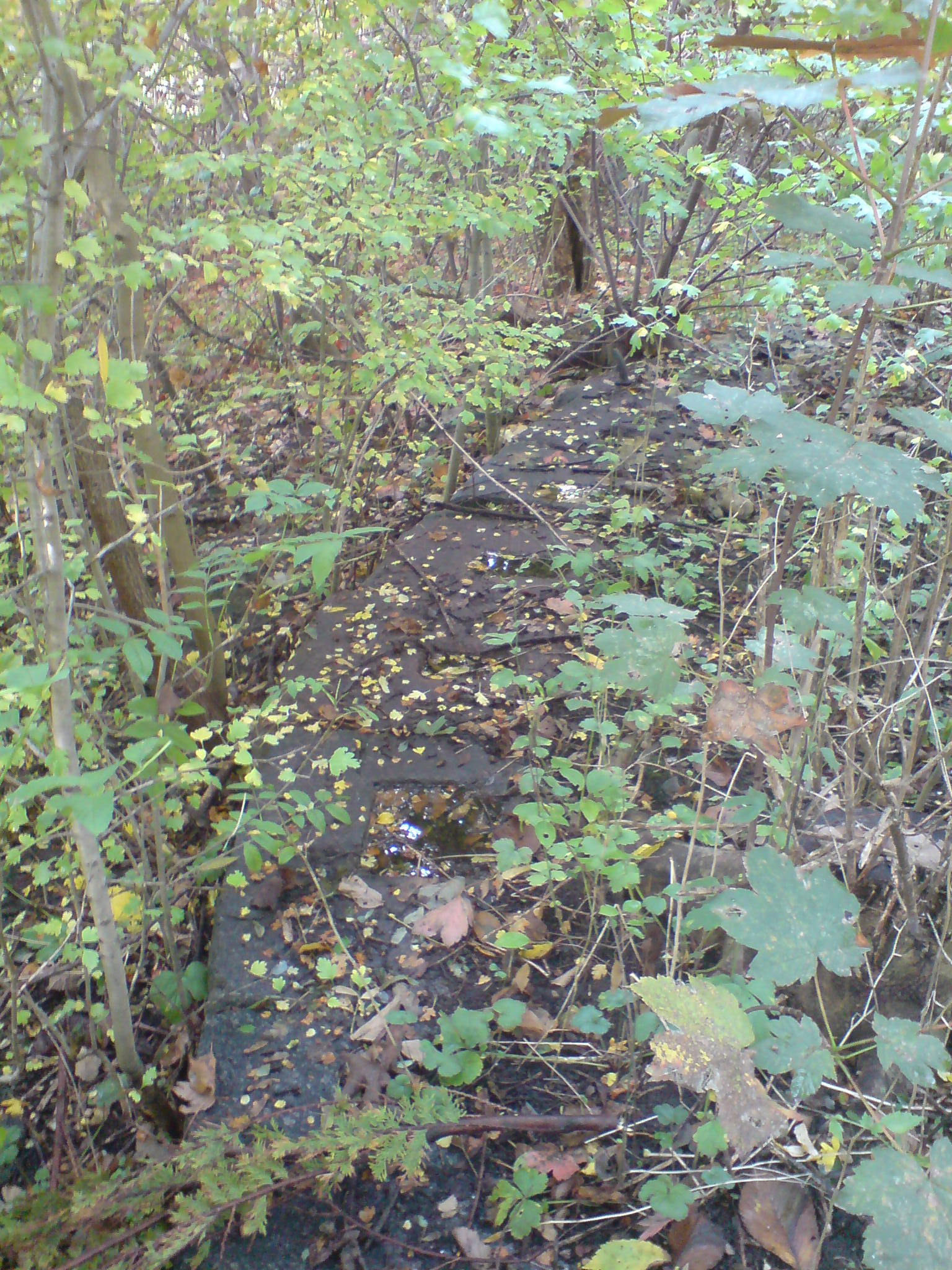
Richtring eines Geschützes

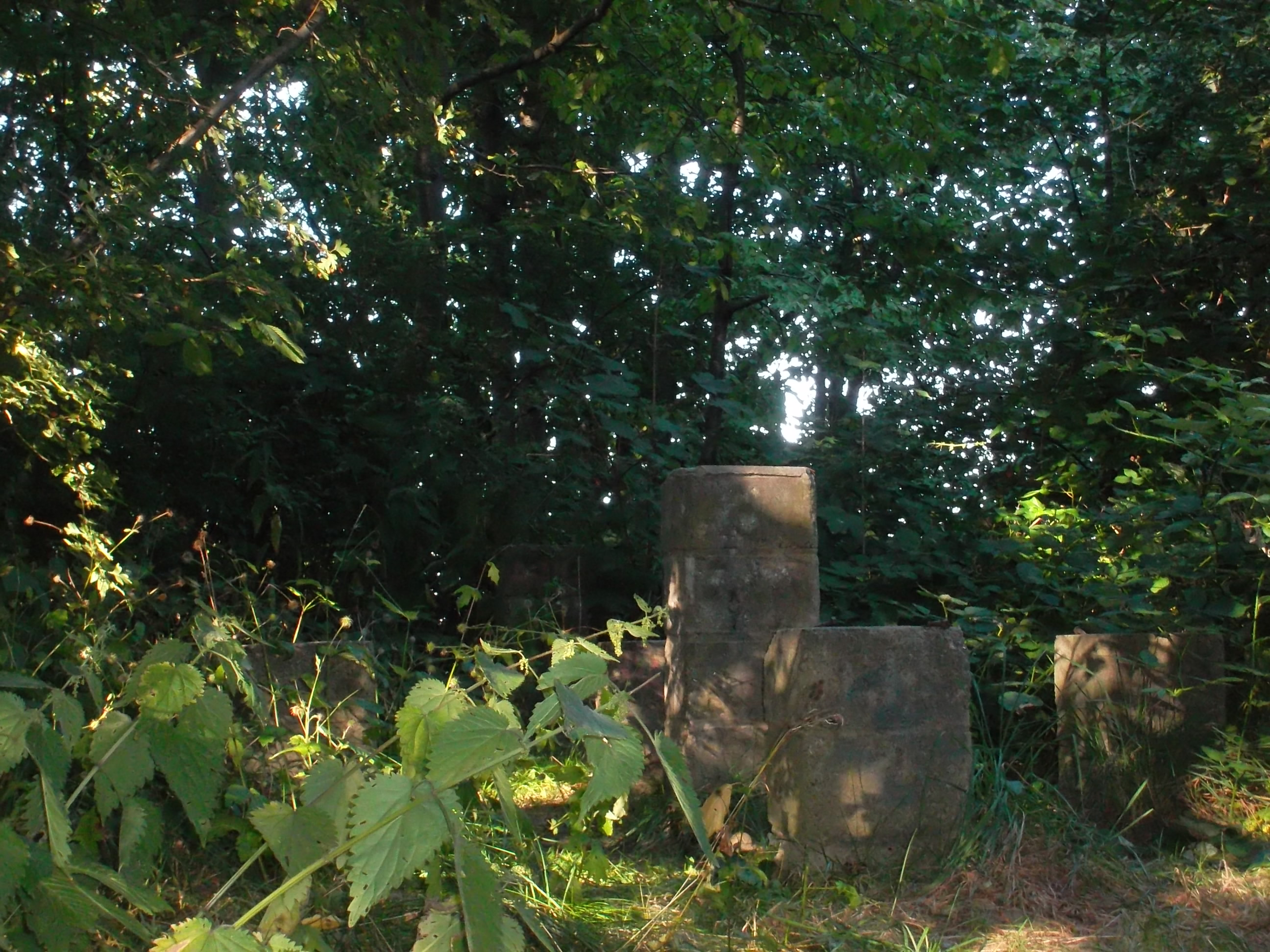
Granit-Schienen, auf denen die Kanonen positioniert und ausgerichtet wurden

Die Schwedenschanze in Stralsund war eine 1870 gebaute Festung zur Sicherung des Seeweges.

## Geschichte
1870 war Stralsund bereits eine eingehende Festung. Das bedeutete, dass die Festungswerke noch vorhanden, jedoch nicht mehr gepflegt wurden und es bereits Planungen zur Auflassung und Niederlegung der Festungswerke gab. Im Zuge des Preußisch-Französischen Krieges operierte ein kleines französisches Geschwader in der Stralsunder Bucht. Darauf wurde der Bau eines Fortrings um Stralsund beschlossen. Zusammen mit dem Rostocker Werk, dem Fort Paschenberg und den älteren Festungswerken auf dem Dänholm und dem Fort Grahlhof auf Rügen sollte die Pommersche Batterie die Küste gegen feindliche Schiffe verteidigen und den nördlichen Abschnitt der Stadt schützen. 1886 erfolgte eine Umbenennung in „Pommersche Schanze“, seit 1902 wird sie „Schwedenschanze“ genannt, obwohl sie keinerlei Verbindung zum Dreißigjährigen Krieg oder Schweden besitzt. 
Anfang der 1880er Jahre wurde der Festungsstatus Stralsunds aufgehoben und die Festungsanlagen beseitigt. Die Pommersche Batterie wurde für Schießübungen verwendet, um den neuartigen Baustoff Beton zu testen. Nach dem Zweiten Weltkrieg wurde auf dem Gelände bis in die 1980er Jahre eine Gaststätte betrieben.

## Aufbau
Der Aufbau der Pommerschen Batterie entspricht dem einer Lünette der neupreußischen Schule mit sieben Fronten und gebrochener Kehle. An der Seeseite befanden sich drei Ringstände für die 15-cm-Ringkanone, ein vierter Ringsstand befand sich an der Nordfront. Der etwa zehn Meter breite trockene Graben wurde durch Kaponnieren gesichert. Im Zentrum des Werkes stand ein Kreuzreduit, das der Unterbringung der Mannschaften und der Eingangsverteidigung diente.
Als Baumaterial wurde der damals neuartige Baustoff Beton und Granit verwendet. In Hartwigs Festungskunde wird ein Schwarzweißbild eines Aquarells abgebildet, das den Bau der Pommerschen Batterie zeigt. In dieser Darstellung sind noch weitere Unterstände für Munition und Mannschaften erkennbar.

## Heutiger Zustand
Auch wenn mit Hinweisschildern auf eine Schwedenschanze hingewiesen wird, ist das Auffinden etwas schwieriger. Man erkennt sie jedoch relativ einfach an dem tiefen Graben, der um das Fort verläuft. Die aufgeschütteten Wälle sind bereits weitgehend abgetragen, aber noch erkennbar. Eine Lichtung zeigt das Gebiet des ehemaligen Kasernengebäudes. Leichte Bodenerhebungen lassen darauf schließen, dass dessen Grundmauern noch unter der Grasnarbe liegen. Das gesamte Gelände ist zugewuchert, doch ein paar Trampelpfade führen zu einigen Treppen und Betonresten. Erst im Dickicht werden die Reste der Ringstellungen sichtbar. In unmittelbarer Nähe finden sich auch Reste der Terrassenkonstruktionen des bis in die 1980er Jahre betriebenen Restaurants. Die Caponnièren sind allesamt verschwunden, an ihrer Stelle klaffen große Lücken im Wall. Wahrscheinlich wurden sie wie die Kaserne abgebrochen und für andere Bauvorhaben genutzt, z. B. ist die große Menge an verbautem Granit an Gebäuden der Fachhochschule für dieses Gebiet ungewöhnlich. Im Graben lassen sich Hinweise auf eine Palisade finden. Alles in allem ist der Zustand mittelmäßig bis schlecht. Die starke Vegetation – vor allem Himbeersträucher – machen ein Erkunden schwierig.